# Park Narodowy „Kalewalskij”
Park Narodowy „Kalewalskij” (ros. Национальный парк «Калевальский») – park narodowy położony w Republice Karelii w północno-zachodniej europejskiej części Rosji. Znajduje się na granicy z Finlandią, w rejonie miejskim Kostomuksza, a jego obszar wynosi 743,43 km². Park został utworzony dekretem rządu Federacji Rosyjskiej z dnia 30 listopada 2006 roku. Zarząd parku znajduje się w mieście Kostomuksza.

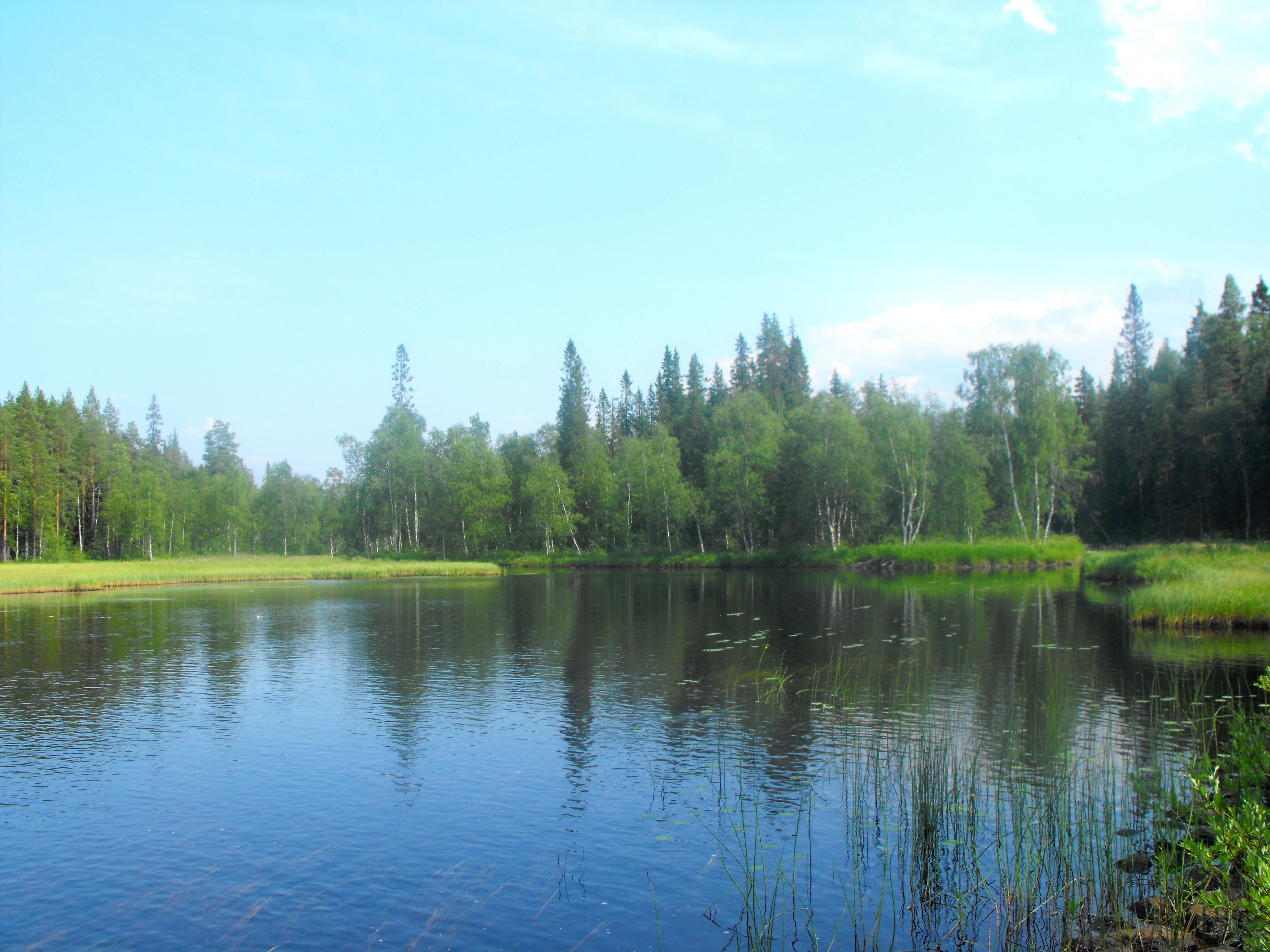
Rzeka Kaba

## Opis
Park został utworzony w celu ochrony naturalnych lasów sosnowych. Drzewostany z sosną na ponad 80% powierzchni Parku mają ponad 120 lat, w wielu miejscach ich wiek przekracza 300 lat, przy czym pojedyncze okazy osiągają 400–500 lat. Oprócz dziewiczych lasów znajdują się tu rzadkie ekosystemy bagienne i jeziorne (bagna to około 19% powierzchni parku). Sieć hydrograficzna obejmuje około 250 rzek i strumieni oraz 400 jezior o łącznej powierzchni około 9 tysięcy hektarów. Największymi rzekami są Sudno, Wierch i Kuito, a największymi jeziorami Kenas, Lewi i Maria-Szeleka. 

## Fauna i flora
Flora i fauna jest typowa dla północnej tajgi. Występują tu 333 gatunki roślin naczyniowych. Jest 160 gatunków mchów i 167 porostów.
W parku zamieszkuje 37 gatunków ssaków. Jest tu dużo wiewiórek pospolitych (Sciurus vulgaris), kun leśnych (Martes martes), rosomaków (Gulo gulo) niedźwiedzi brunatnych (Ursus arctos) i reniferów tundrowych (Rangifer tarandus). Żyją tu też w niewielkiej liczebności rysie euroazjatyckie (Lynx lynx) wilki szare (Canis lupus), norki amerykańskie (Mustela vison), bobry kanadyjskie (Castor canadensis).
Teren parku zamieszkuje 143 gatunki ptaków, w tym 127 gniazdujących. Są to m.in.: głuszec zwyczajny (Tetrao urogallus), jarząbek zwyczajny (Tetrastes bonasia), cietrzew zwyczajny (Lyrurus tetrix), nur czarnoszyi (Gavia arctica), łabędź krzykliwy (Cygnus cygnus), gęś zbożowa (Anser fabalis), mewa żółtonoga (Larus fuscus), rybołów zwyczajny (Pandion haliaetus), bielik (Haliaeetus albicilla) i kania czarna (Milvus korschun). Bagna zamieszkuje 12 gatunków ptaków, m.in. żuraw zwyczajny (Grus grus), pardwa mszarna (Lagopus lagopus) i siewka złota (Pluvialis apricaria).
Z ryb występują tu m.in.: sieja pospolita (Coregonus lavaretus), sielawa europejska (Coregonus albula), pstrąg potokowy (Salmo trutta m. fario), lipień pospolity (Thymallus thymallus), szczupak pospolity (Esox lucius) i okoń pospolity (Perca fluviatilis).

## Klimat
Obszar charakteryzuje się mroźnymi i długimi zimami (pokrywa śnieżna 170–180 dni). Średnia temperatura lipca wynosi około +14,5 °С, a stycznia około -12,5 °С.